# Lagoseriopsis
Lagoseriopsis là một chi thực vật có hoa trong họ Cúc (Asteraceae).

## Loài
Chi Lagoseriopsis gồm các loài: